# Stazione di Nova Gorica
La stazione di Nova Gorica è la stazione della ferrovia Jesenice-Trieste a servizio delle città di Nova Gorica e di Gorizia.
Si trova nella città slovena a una trentina di metri dal confine con l'Italia. Proprio per la sua posizione geografica, nel corso della sua storia, la stazione è passata dai territori dell'Impero austro-ungarico (1906–1919) a quelli italiani (1919–1943 e 1945-1947), a quelli tedeschi (1943-1945), iugoslavi (1947–1991) e infine sloveni, assumendo conseguentemente diverse denominazioni: dalla tedesca Görz Staatsbahnhof (Gorizia stazione delle ferrovie statali) a quelle italiane di Gorizia Nord e di Gorizia Montesanto.

## Storia

### Periodo austriaco
La stazione fu aperta il 23 luglio 1906 con l'inaugurazione della ferrovia Jesenice-Trieste, sezione della ferrovia Transalpina che unisce Jesenice a Trieste Sant'Andrea. La gestione della strada ferrata e quindi dell'impianto fu affidata alle Ferrovie imperiali dello Stato austriaco, dato che all'epoca la città di Gorizia si trovava all'interno dei territori dell'Austria Ungheria. La stazione ebbe il nome di Görz Staatsbahnhof, ovvero Gorizia stazione delle ferrovie dello stato, per distinguerla dall'altra stazione principale della città, Görz Südbahnhof, ubicata lungo la Udine-Trieste e gestita dalla società privata Südbahn. Le due stazioni erano unite da un binario di raccordo che parzialmente utilizzava la linea ferroviaria esistente fra Gorizia e Aidussina.
Durante la prima guerra mondiale, data la sua vicinanza al fronte di guerra, il fabbricato viaggiatori della stazione subì gravi danni.

### Periodo italiano

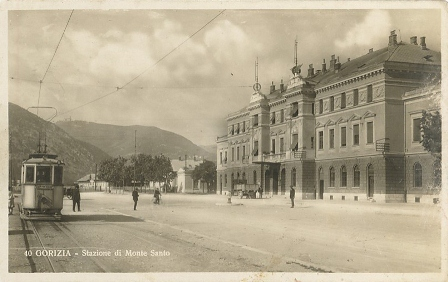
La stazione con il capolinea della rete tranviaria di Gorizia

Col passaggio all'amministrazione italiana nel 1918 e successiva annessione al Regno d'Italia nel 1921 la gestione della Transalpina fra Piedicolle e Trieste passò alle Ferrovie dello Stato. La stazione fu esercita dalle FS che per prima cosa ricostruirono il fabbricato viaggiatori seguendo i progetti originari. Inizialmente la stazione assunse la denominazione di Gorizia Nord; nel 1923 fu battezzata Gorizia Montesanto.
Il 30 maggio 1928 venne collegata alla stazione di Gorizia San Marco da un binario indipendente, parallelo alla linea Piedicolle-Trieste.
Con l'entrata in guerra dell'Italia nel 1940 e l'occupazione della Jugoslavia nel 1941, la stazione ebbe un ruolo importante per il trasporto di uomini e di mezzi diretti al fronte o di ritorno dallo stesso. Nel 1943 gli impianti ferroviari furono occupati dai tedeschi.

### Periodo tedesco
Dal 1943 al 1945 la stazione fu esercita dalle Ferrovie del Reich Tedesco. Essa si trovò in un punto strategico per portare gli ebrei ai campi di concentramento di Auschwitz, Mauthausen, Terezin e a quello della Risiera di San Sabba. I partigiani slavi catturati venivano perlopiù inviati all'isola di Arbe e alla Risiera di San Sabba.

### Periodo jugoslavo
A seguito del trattato di Parigi, nel 1947 passarono alla Jugoslavia i territori orientali della provincia di Gorizia, i quartieri orientali del capoluogo e il tracciato della Transalpina tra Piedicolle e Villa Opicina.
La gestione della stazione passò dunque alle Ferrovie jugoslave sotto la divisione di Lubiana. La piazza antistante all'impianto fu divisa dal nuovo confine di Stato. Sulla facciata d'ingresso del fabbricato viaggiatori, che guardava direttamente all'Italia, fu posizionata una stella rossa, simbolo del socialismo. Il raccordo con la stazione della Udine-Trieste fu interrotto al confine nei pressi della stazione di Gorizia San Marco (ora Vertoiba), che era posta fra i due impianti ferroviari ed era ubicata in territorio jugoslavo. Le ferrovie jugoslave ricostruirono il tracciato tra Gorizia Montesanto e Prevacina e ribattezzarono la stazione della Transalpina con il nome indicante il comune che sarebbe sorto nei quartieri orientali di Gorizia: Nova Gorica.
Nel 1960 fu riaperto il collegamento con la stazione di Gorizia Centrale. Il servizio passeggeri fu garantito da materiale rotabile delle Ferrovie dello Stato.
Nel 1991, con l'indipendenza della Slovenia, la gestione passò alle Slovenske železnice.

### Periodo sloveno
A seguito dell'indipendenza della Slovenia, nel 1991 stazione e linea ferroviaria passarono alle ferrovie Slovene (SŽ). Nel dicembre dello stesso anno la stella rossa simbolo del socialismo fu modificata nella rappresentazione di una stella di Natale e successivamente fu rimossa. La piazza della Transalpina rimase divisa fra l'Italia e il nuovo stato sloveno.
Nel 2004, con l'ingresso della Slovenia nell'Unione europea furono rimossi tutti i cartelli di confine presenti nella piazza e fu abbattuta la barriera confinaria che la divideva in due. Nel 2007, con l'ingresso sloveno nell'area Schengen e la conseguente eliminazione degli ultimi controlli doganali formali, la piazza venne ricostituita nella sua unità.
Tra il dicembre 2023 e il 31 gennaio 2025, la stazione ferroviaria è stata oggetto di un'importante riqualificazione. I lavori hanno incluso la costruzione di un nuovo sottopassaggio di 57 metri con ascensori e pista ciclabile, la riduzione dei binari da 14 a 6, la realizzazione di nuove banchine coperte, la creazione di un parcheggio e fermata degli autobus sul lato est e la riqualificazione dell’edificio storico, con restauro della facciata e modernizzazione di sala d’attesa, biglietteria e servizi. Il costo complessivo dell’opera è stato di 62 milioni di euro, finanziato principalmente dal dispositivo per la ripresa e la resilienza (in inglese Recovery and Resilience Facility – RRF) (circa il 70%,  l’Unione Europea ha contribuito con 43 milioni di euro in fondi rimborsabili), con il resto coperto dal governo sloveno e dal Comune di Nova Gorica. L’inaugurazione ufficiale si è svolta con una cerimonia alla presenza del primo ministro sloveno Robert Golob, ministri, sindaci di Gorizia e Nova Gorica, e rappresentanti dell’Unione Europea. Durante l'evento si è anche visto l'arrivo di una locomotiva FS D.345, parte delle prove tecniche per la riapertura della linea internazionale Gorizia-Nova Gorica al traffico passeggeri.

## Strutture e impianti

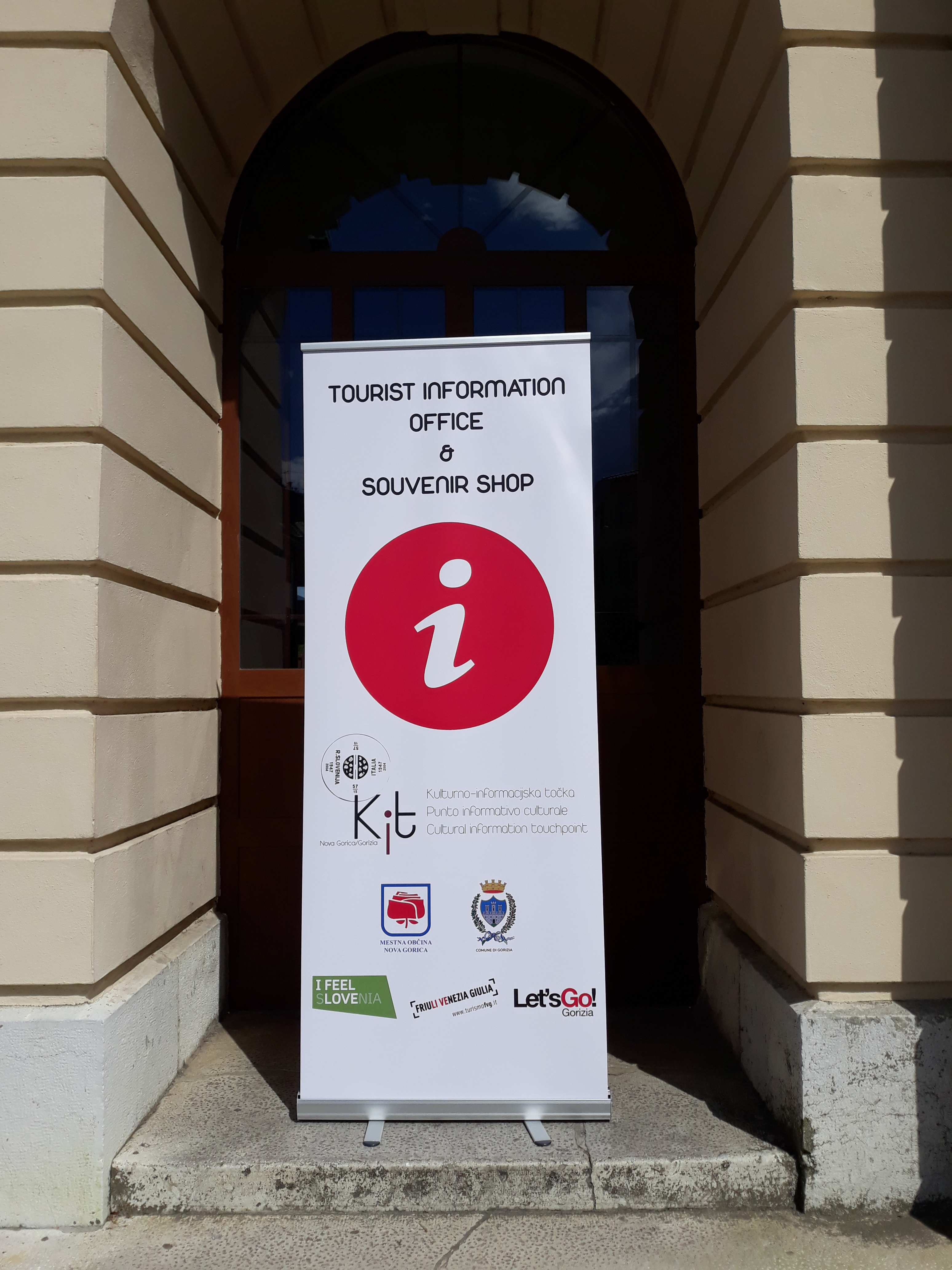
L'ingresso della stazione dei treni di Nova Gorica in piazza Transalpina: il punto informativo comunale transfrontaliero

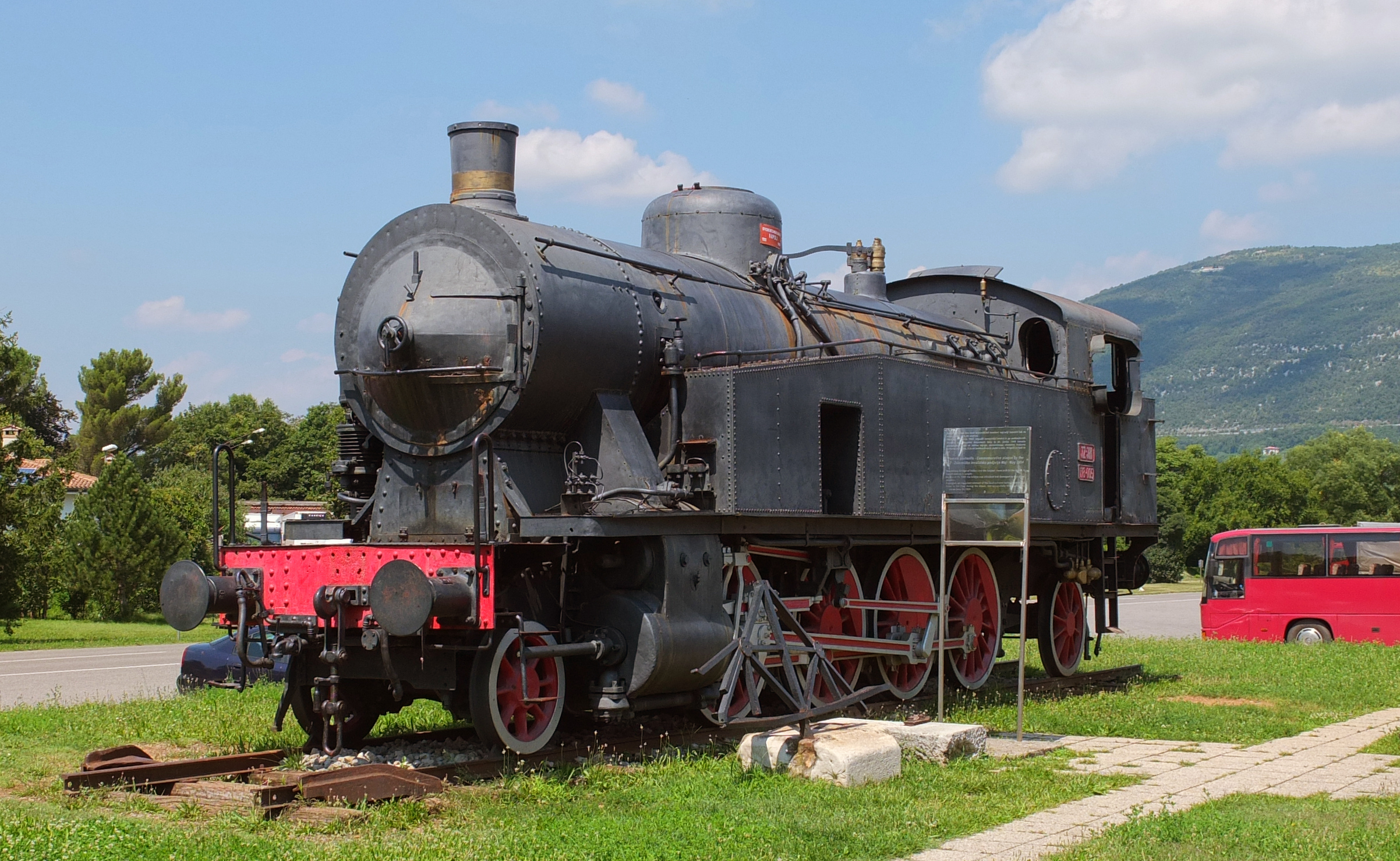
Locomotiva JŽ 118.005 (ex FS 940.015) esposta a Nova Gorica

Oltre al fabbricato viaggiatori, è presente un deposito locomotive dotato di una piattaforma girevole.
Nei suoi pressi è monumentata la locomotiva a vapore JŽ 118-005 delle Jugoslovenske železnice, già FS 940.015 delle Ferrovie dello Stato.

## Interscambi
Fra il 1909 e il 1935 l'ampia piazza della Transalpina, di fronte al fabbricato viaggiatori, ospitò il capolinea settentrionale della rete tranviaria di Gorizia.
Sulla piazza della Transalpina, in territorio italiano, è presente una fermata della linea urbana 1 della APT Gorizia, mentre in territorio sloveno, sulla Prvomajska ulica, è presente una fermata della linea urbana 12 della AvriGO.
- Fermata autobus